# بيبي إيماز
بيبي إيماز (بالإسبانية: Pepe Imaz)‏ مواليد 30 مايو 1974 في لوغرونيو، هو لاعب كرة مضرب إسباني سابق بدأ مسيرته كمحترف سنة 1995 وكان يلعب باليد اليمنى. أعلى تصنيف له في الفردي كان المركز الـ 146 في سنة 1998. أعلى تصنيف له في الزوجي كان المركز الـ 167 في سنة 1996.

## النهائيات

### الزوجي: (2)
| الرقم | السنة | الدورة           | الأرضية | الشريك                 | المنافس في النهائي      | النتيجة في النهائي |
| ----- | ----- | ---------------- | ------- | ---------------------- | ----------------------- | ------------------ |
| 1.    | 1993  | إشبيلية, إسبانيا | ترابية  | إميليو بينفيلي ألفاريز | ستيف كامبل جون ينسي     | 6–7, 6–1, 6–2      |
| 2.    | 1994  | إشبيلية, إسبانيا | ترابية  | إميليو بينفيلي ألفاريز | باتريك باور توربن تايين | 6–1, 6–3           |